# Salzkammergut
Le Salzkammergut est une région d'Autriche des Préalpes orientales septentrionales. C'est aujourd'hui une région touristique, réputée pour ses multiples lacs alpins, comprenant 54 communes encaissées entre les faubourgs de la ville de Salzbourg, la vallée de l'Almtal et le Grimming, la vallée de la Vöckla et le massif du Dachstein.

## Situation

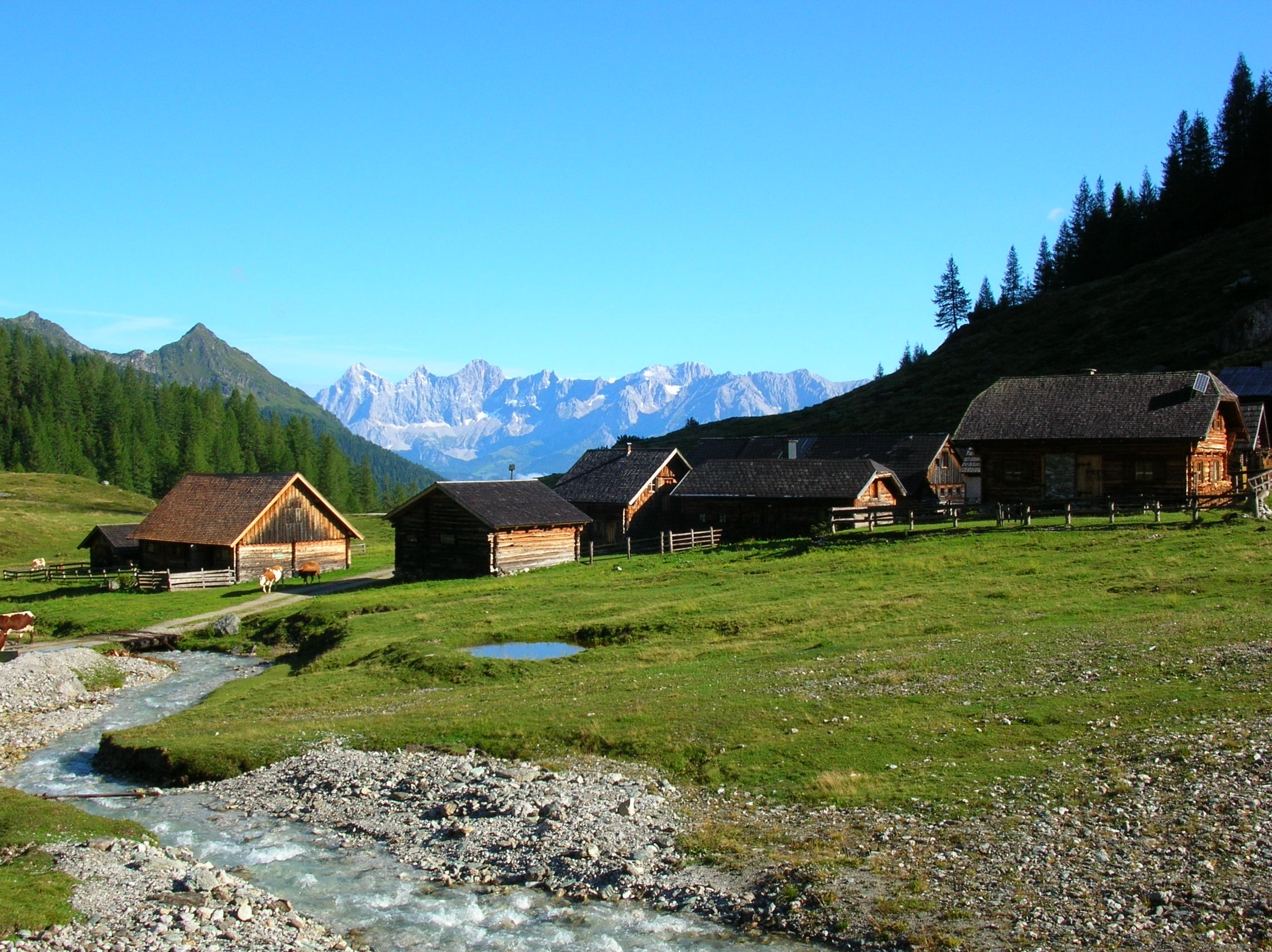
Le Dachstein vu depuis un alpage.

Cette province s'étend sur trois länder : la plus grande partie est rattachée à la Haute-Autriche (district de Gmunden, district de Vöcklabruck) ; la région autour du lac de Wolfgangsee, à l'exception de Saint-Wolfgang, et autour du lac de Fuschlsee appartient, elle, au land de Salzbourg (Salzbourg-Umgebung (Bezirk)) et l'Ausseerland se trouve en Styrie (district de Liezen).

## Géographie

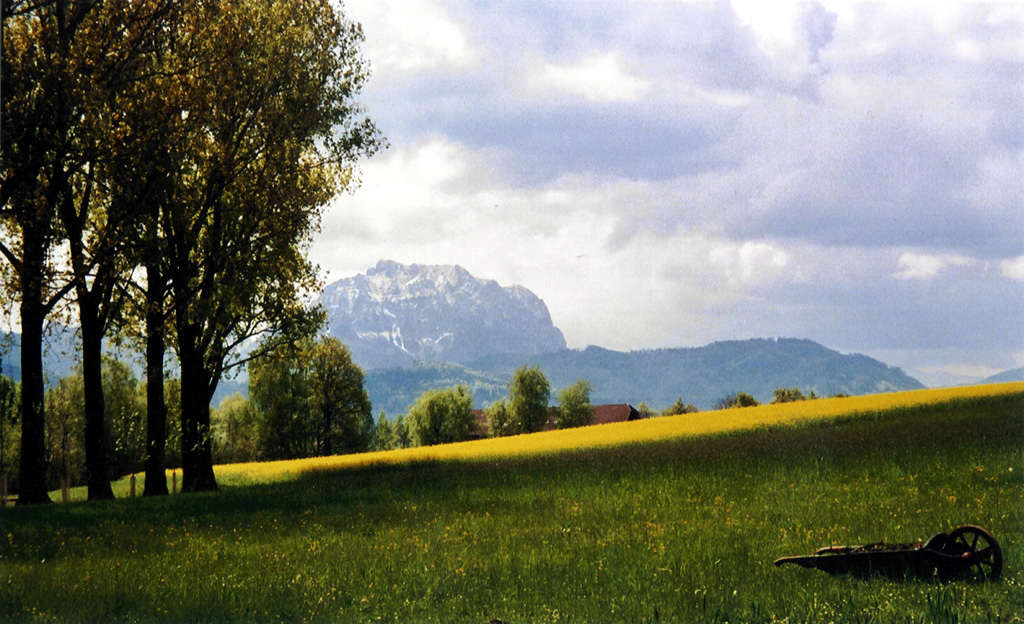
Vue du Traunstein depuis la tourbière ombrotrophe de Gmös.

La région du Salzkammergut, drainée par le réseau hydrographique de la Traun et ses 76 lacs de tailles variées, est encaissée entre les montagnes du Salzkammergut, le massif du Dachstein, le massif mort et les Höllengebirge. Selon le Meyers Konversations-Lexikon,
« Elle offre l'un des plus beaux paysages des Alpes bavaroises, avec ses contrées animées et riantes, ses bourgades accueillantes et ses châteaux, ses cirques encaissés avec des lacs aux eaux d'un vert sombre, ses torrents bruissant, ses versants impressionnants couverts de glaciers ».
Par sa situation au pied des Alpes, le Salzkammergut hérite de trois paysages : les préalpes qui s'étirent au nord, les alpages de la zone du flysch et les Kalkalpen du nord dans les Alpes proprement dites.
Pratiquement tout le Salzkammergut s'est formé à l'époque glaciaire sous le glacier du Dachstein, qui à sa plus grande extension atteignait la limite nord du pays (et dont le Hausruck est une moraine). En se retirant, le glacier a laissé de nombreux lacs (appelés pour cette raison « lacs glaciaires »), ainsi que plusieurs tourbières perchées (comme la tourbière de Gmös).

## Histoire et frontières
L'occupation humaine des paysages variés du Salzkammergut remonte au Néolithique. Une des cultures les plus connues est celle du lac de Mondsee du dernier Néolithique entre -3600 et -3300 avec ses villages lacustres.
Le toponyme Salzkammergut fait allusion aux célèbres mines de sel de la région, cet « or blanc » que les Celtes exploitaient déjà. D'ailleurs la civilisation celtique de la région, dite Civilisation de Hallstatt, du nom de la localité de Hallstatt, sert à désigner le premier âge du fer en Europe. Les villages celtes prospérèrent d'abord grâce au commerce du sel.
Au XIIIe siècle, vers 1260, en Autriche (Salzkammergut et Wienerwald), l'inquisition attaque une quarantaine de communautés de Waldenser, adeptes de l'Église évangélique vaudoise (créée vers 1170, autour de Vaudès (1140-1217), dit Pierre Valdo), dont le paulicianisme, peut-être inspiré du bogomilisme va inspirer le catharisme.
Le Kammergut désigne au Moyen Âge un ensemble de fiefs formant le patrimoine d'origine d'une famille noble, en l'occurrence les Habsbourg. Il comprend alors le fief de Wildenstein dépendant du château de Bad Ischl, et s'étendant de l'extrémité méridionale du lac de Traunsee jusqu'au Massif du Dachstein.
Il est rattaché en 1419 au domaine Habsbourg, et donc en 1438 au Saint-Empire romain germanique.
La région est nommée pour la première fois comme division du Saint-Empire en 1656.
C'est pourquoi on a fêté en 2006 les 350 ans du Kammergut.
Jusqu'au XIXe siècle, la région est directement administrée par la Direction du Sel (Salzamt) du Hofkammer, la cour des comptes de Vienne, qui administre le monopole étatique du sel.
Au cours de cette période, on défriche un nombre croissant de forêts du Salzkammergut, pour répondre à l'énorme demande de bois de charpente pour étayer les galeries des mines de sel, d'abord à Bad Ischl, puis autour du lac d'Ebensee.
Vers 1900 le Salzkammergut s'accroît du canton de l'Attersee et du lac de Mondsee.
Depuis le milieu du XXe siècle, le Salzkammergut a pour limites officielles la région s'étendant de Grimming au Massif du Dachstein, à Gamsfeld, Fuschlsee, Schoberstein, Saint Georges d'Attergau, Vorchdorf, la vallée de l’Alm et le Grosser Priel.

## Tourisme

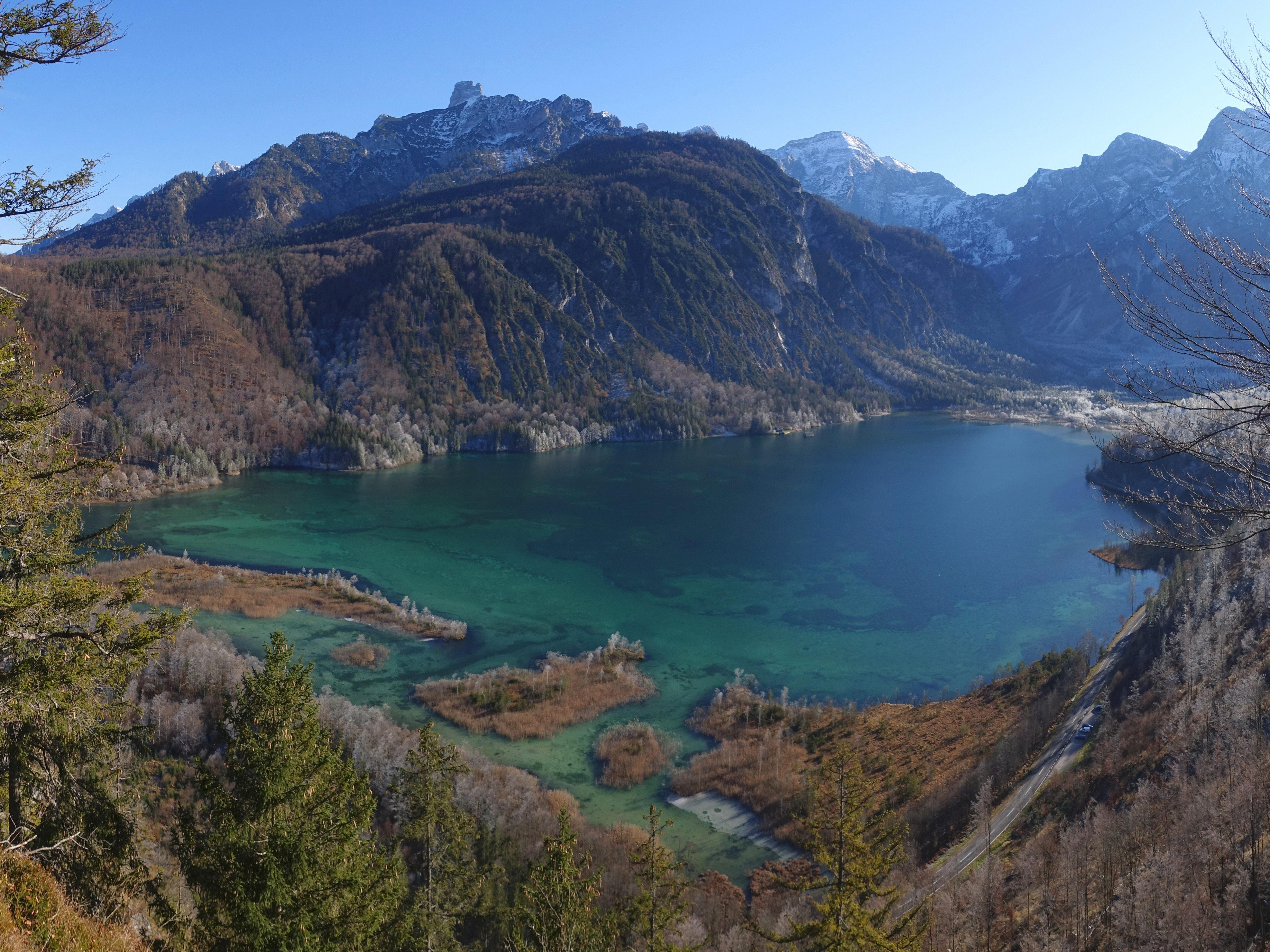
Almsee dans la vallée de l'Alm (récemment ajouté au Salzkammergut)

Du point de vue touristique, on distingue dix syndicats de communes :
- l'Ausseerland
- le lac du Wolfgangsee
- le Salzkammergut central
- le lac du Traunsee
- le lac Attersee
- la région de Bad Ischl
- le lac de Mondsee/Irrsee
- le lac Fuschlsee
- l'Attergau
- la vallée de l’Alm

Depuis 2002 ces syndicats se sont constitués en une société de droit privé du nom de Salzkammergut Tourismus-Marketing GmbH, une Holding dont le but est de protéger pour les 54 communes l'appellation de « Salzkammergut ».

## Économie

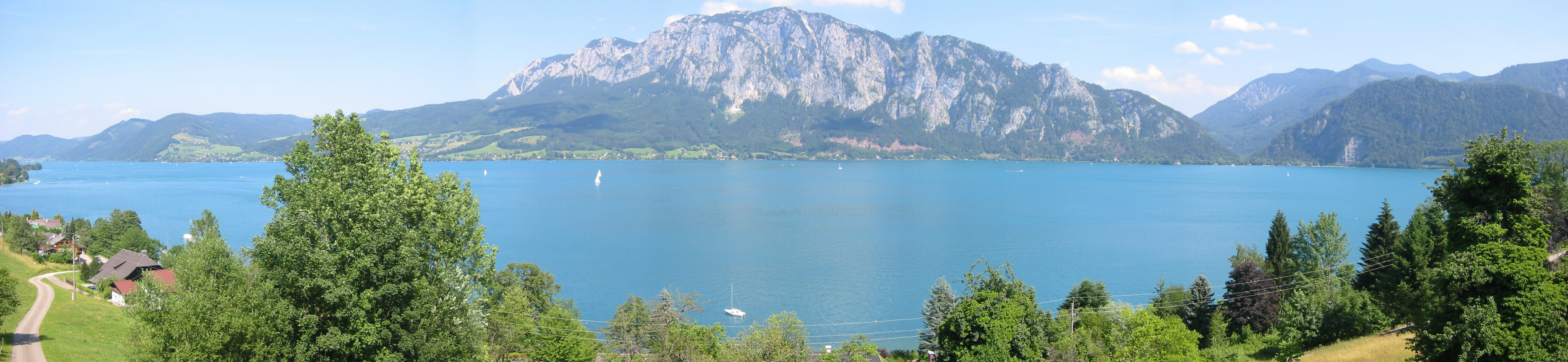
L'Attersee avec, à l'arrière-plan, la chaîne du Höllengebirge.

Le Salzkammergut vit avant tout du tourisme, une tradition vieille de plus d'un siècle et qui s'est bâtie à la faveur de l'engouement pour les chalets et la montagne verte. L'empereur François Joseph Ier possédait déjà une résidence d'été à Bad Ischl (la Kaiservilla), d'où il administrait l'Autriche-Hongrie l'été, et où il signa la déclaration de guerre à la Serbie en juillet 1914.
La région doit sa réputation non seulement à ses paysages mais aussi à ses sources thermales et à un climat agréable.
L'extraction du sel, qui a donné son nom au Salzkammergut, n'est plus vraiment compétitive aujourd'hui, et n'intéresse que les géologues, mais l'industrie du bois est encore active.

## Manifestations culturelles

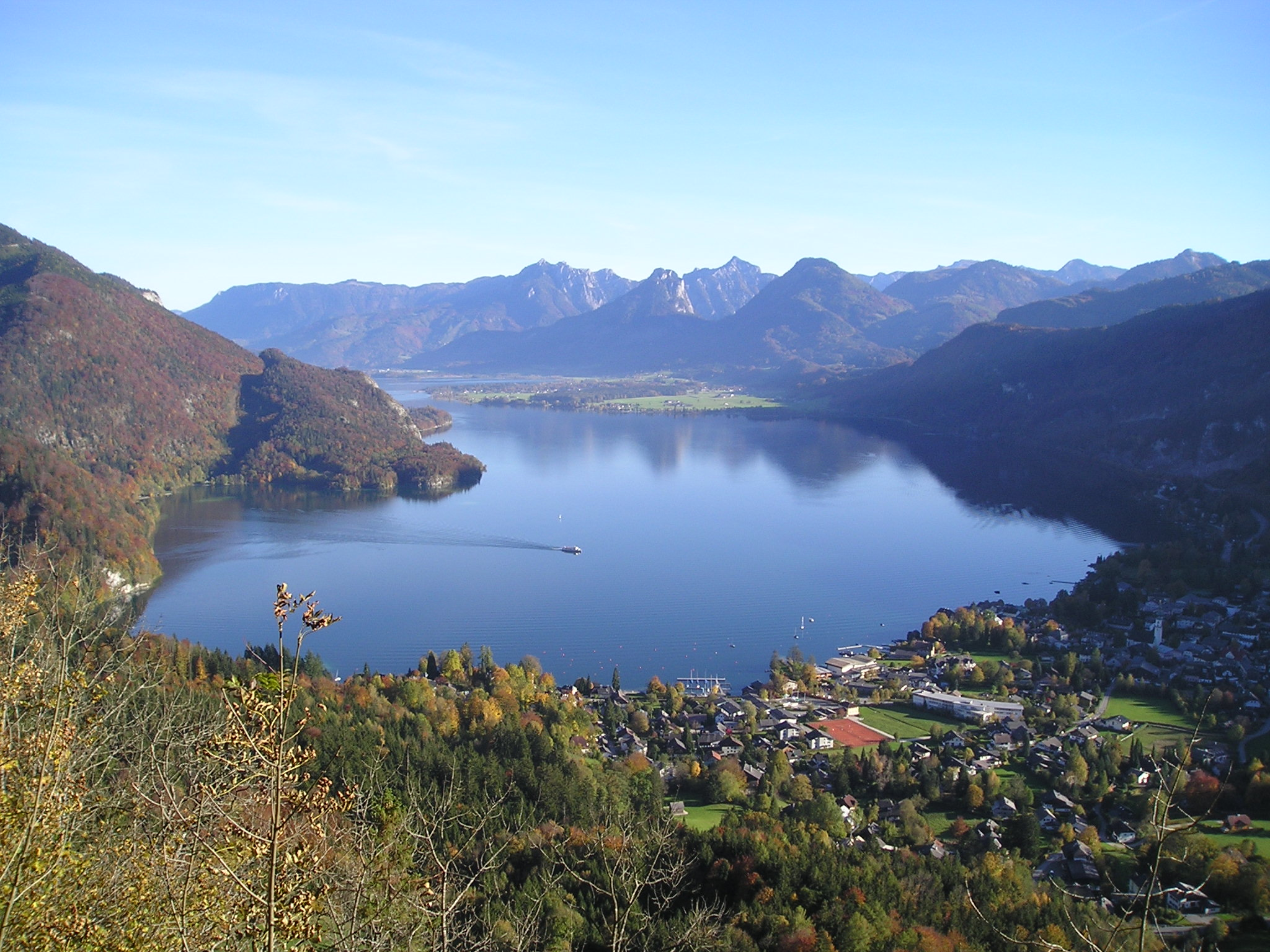
Le lac Wolfgangsee avec Saint-Gilgen au premier plan.

Parmi les principales manifestations du Salzkammergut, il faut citer le concours de saut à ski de Kulm à Bad Mitterndorf/Tauplitz, la course des clochers, la « Fête du narcisse » annuelle (une espèce de narcisse qui ne pousse que dans le Salzkammergut), le festival Mozart, la Semaine du Salzkammergut, et enfin le concert de Heinrich Schiff. La région est également réputée pour son artisanat traditionnel : comme l'art du costume y est toujours très apprécié, on trouve encore aujourd'hui dans le Salzkammergut des tailleurs, des cordonniers, des mégissiers, etc.
Le Salzkammergut a été classé au patrimoine mondial en 1997 par l'UNESCO.
En 2024 la région fait partie des 3 lieux hôtes « capitale européenne de la culture ».

## Liens externes

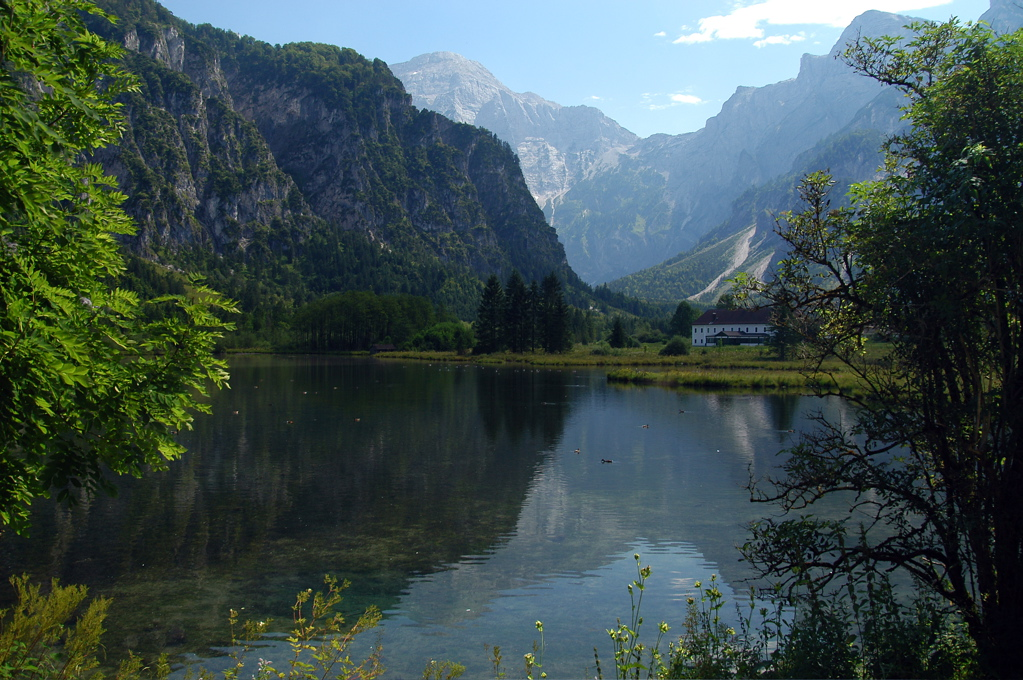
Le lac d'Almsee dans la vallée de l'Almtal.